# Спіричуел
Спіричуел (або спіричуелс, англ. spirituals, spiritual music) — духовні пісні афроамериканців, основний жанр афроамериканського музичного фольклору. У піснях цього жанру поєднуються елементи африканських виконавських традицій, такі як колективна імпровізація, характерна ритміка, глісандові звучання, екстатичність тощо, та стилістичні риси хорових гімнів і балад англійських переселенців. Тематика спіричуелсів переважно пов'язана з біблійними образами, однак біблійні мотиви в них часто поєднуються з оповідями про повсякденне життя, а також елементами гумору і думками протесту. Спіричуелси проникнуті настроями трагічної самотності, ліричною глибиною та поетичністю.
Жанр виник в США у період рабовласництва на основі африканських і англо-кельтських традицій і остаточно сформувався наприкінці XIX століття. Спочатку спіричуелси виконувалися хором а капела як колективна імпровізація, де мелодія варіювалася при кожному новому проведенні. В останній третині XIX століття з'явилися обробки спіричуелсів для сольного співу з інструментальним супроводом (фортепіано, банджо). Мелодії і склад спіричуелсів у своїх піснях використовували деякі композитори, зокрема, Джордж Гершвін, Фредерік Діліус, Джон Павелл.

### Витоки
Англомовний термін «спіричуелс», або «spiritual song» (дослівно — «духовні пісні»), взятий із англомовного перекладу Біблії, Послання до Ефесян, в якому даються такі настанови:
|  | 15 Отож, уважайте, щоб поводитися обережно, не як немудрі, але як мудрі, 16 використовуючи час, дні бо лукаві! 17 Через це не будьте нерозумні, але розумійте, що є воля Господня. 18 І не впивайтесь вином, в якому розпуста, але краще наповнюйтесь Духом, 19 розмовляючи поміж собою псалмами, і гімнами, і піснями духовними (англ. spiritual songs), співаючи й граючи в серці своєму для Господа, 20 дякуючи завжди за все Богові й Отцеві в Ім'я Господа нашого Ісуса Христа, 21 корячися один одному у Христовім страху. |

Хоча певні елементи ритміки і звучання спіричуелсів мають африканське походження, спірічуелс став характерним жанром саме для вихідців з Африки у США і їх нащадків. Спірічуелс став результатом взаємодії африканської музики та релігій з музикою та релігією європейського походження. Причому, ця взаємодія відбулася лише у США. Африканці, що були навернені у християнство у Латинській Америці чи на Карибських островах, подібного жанру не створили.
Раби привезли африканську культуру із собою. Чимало їх зайнять — від роботи до богослужінь включали музику і танець. Проте їхні європейські рабовласники заборонили значну частину їх культу, включно з танцями чи барабанними ритмами, вважаючи їх ідолопоклонством. Раби були змушені виконувати свою музику на самоті.